# Campionati del mondo di atletica leggera indoor 1995 - Staffetta 4×400 metri femminile
La staffetta 4×400 metri si è tenuta il 12 marzo 1995 presso lo stadio Palau Sant Jordi di Barcellona.

## Risultati

### Finale
| Record mondiale       |
| Record dei Campionati |
| Capolista stagionale  |

Domenica 12 marzo 1995, ore 20:45.
| Pos.    | Corsia | Paesi       | Nomi                                                                     | Tempo   | Note             |
| ------- | ------ | ----------- | ------------------------------------------------------------------------ | ------- | ---------------- |
| Oro     | -      | Russia      | Tatyana Chebykina Yelena Ruzina Yekaterina Kulikova Svetlana Goncharenko | 3'29"29 | Record nazionale |
| Argento | -      | Rep. Ceca   | Naděžda Koštovalová Helena Dziurová Hana Benešová Ludmila Formanová      | 3'30"27 |                  |
| Bronzo  | -      | Stati Uniti | Nelrae Pasha Tanya Dooley Kim Graham Flirtisha Harris                    | 3'31"43 |                  |
| 4       | -      | Regno Unito | Melanie Neef Susan Earnshaw Allison Curbishley Stephanie McCann          | 3'35"39 |                  |
| 5       | -      | Cina        | Xifang Lu Yuqin Ma Chunying Cao Hengyun Zhang                            | 3'39"76 | Record asiatico  |
| 6       | -      | Giamaica    |                                                                          | dns     |                  |